# Casa del Conde Olaf
La Casa del Conde Olaf es un lugar ficticio en la serie Una serie de catastróficas desdichas de Lemony Snicket. La casa apareció por primera vez en Un mal principio.
El exterior de la casa tiene una apariencia sucia. Los ladrillos están manchados de hollín y mugre. La casa completa esta declinada hacia un lado. Sólo hay dos ventanas visibles en el frente. Arriba de las ventanas, se mira una sucia torre declinándose hacia la izquierda. En la puerta principal, la cual necesita pintura, se encuentra tallada la imagen de un ojo.
El interior es parecido al exterior, por dentro se encuentra desodernada y sucia. La casa incluye un pasillo principal, una cocina, un comedor, dos habitaciones, y la habitación en la ya mencionada torre. Cada habitación descrita en el libro es sucia, tenue, y desagradable para estar dentro de ella.
La entrada principal tiene un foco de luz al descubierto colgando del techo, la cabeza de un león rellena clavada en la pared, y un tazón de corazones de manzana puesto sobre una pequeña mesa de madera. Se tomó en cuenta a este como el tazón de azúcar o azucarero. La habitación en la que los niños Baudelaire permanecen mientras viven en la casa del Conde Olaf es una pequeña, sucia habitación con una sola cama, una ventana quebrada, un par de cortinas, un refrigerador vacío (en la que los niños guardaban su ropa), y un pequeño montón de piedras, para que se entretengan (como el Conde Olaf lo dijo). La habitación en la torre tiene las paredes llenas de nada más ni menos que de dibujos de ojos, un escritorio cubierto de varias cosas, algunas sillas, botellas de vino quebradas en el piso, y algunas luces de velas.
Cuando el Conde Olaf les muestra la casa a los niños, les dice que su cuarto es prohibido. En La aldea malvada se menciona que los Quagmire fueron escondidos en la habitación de la torre por un corto tiempo antes de ser presimitadamente trasladados de nuevo.
Al parecer a nadie le gusta ni siquiera pasar por esa casa, o por lo menos no a Violet, Klaus, y a Sunny Baudelaire, ni tampoco a la vecina de al lado la Juez Strauss.
- Datos: Q3661301